# The Magic Couple
Albums de Amadou & Mariam
Welcome to Mali
(2008) Folila
(2012)
The Magic Couple est une compilation d'Amadou et Mariam, regroupant des morceaux des 3 albums :  Sou Ni Tile, Tje Ni Mousso et Wati. Elle est sortie le 7 juillet 2009.

## Titres de l'album
| No  | Titre                 | Durée |
| --- | --------------------- | ----- |
| 1.  | Je pense à toi        | 5:19  |
| 2.  | Sarama (La Charmante) | 4:47  |
| 3.  | Combattants           | 4:29  |
| 4.  | Mouna                 | 4:46  |
| 5.  | C'est comme ça        | 4:43  |
| 6.  | Djagnèba              | 5:22  |
| 7.  | Beki Miri             | 5:13  |
| 8.  | Be'smi Lah            | 4:53  |
| 9.  | A chacun son problème | 4:43  |
| 10. | Toubala Kono          | 5:24  |
| 11. | Mon amour, ma chérie  | 5:26  |
| 12. | Chantez-chantez       | 4:40  |
| 13. | Ko Be Na Touma Do     | 4:25  |
| 14. | Poulo (Les Peuls)     | 6:19  |
| 15. | C'est la vie          | 5:26  |